# Eugene Istomin

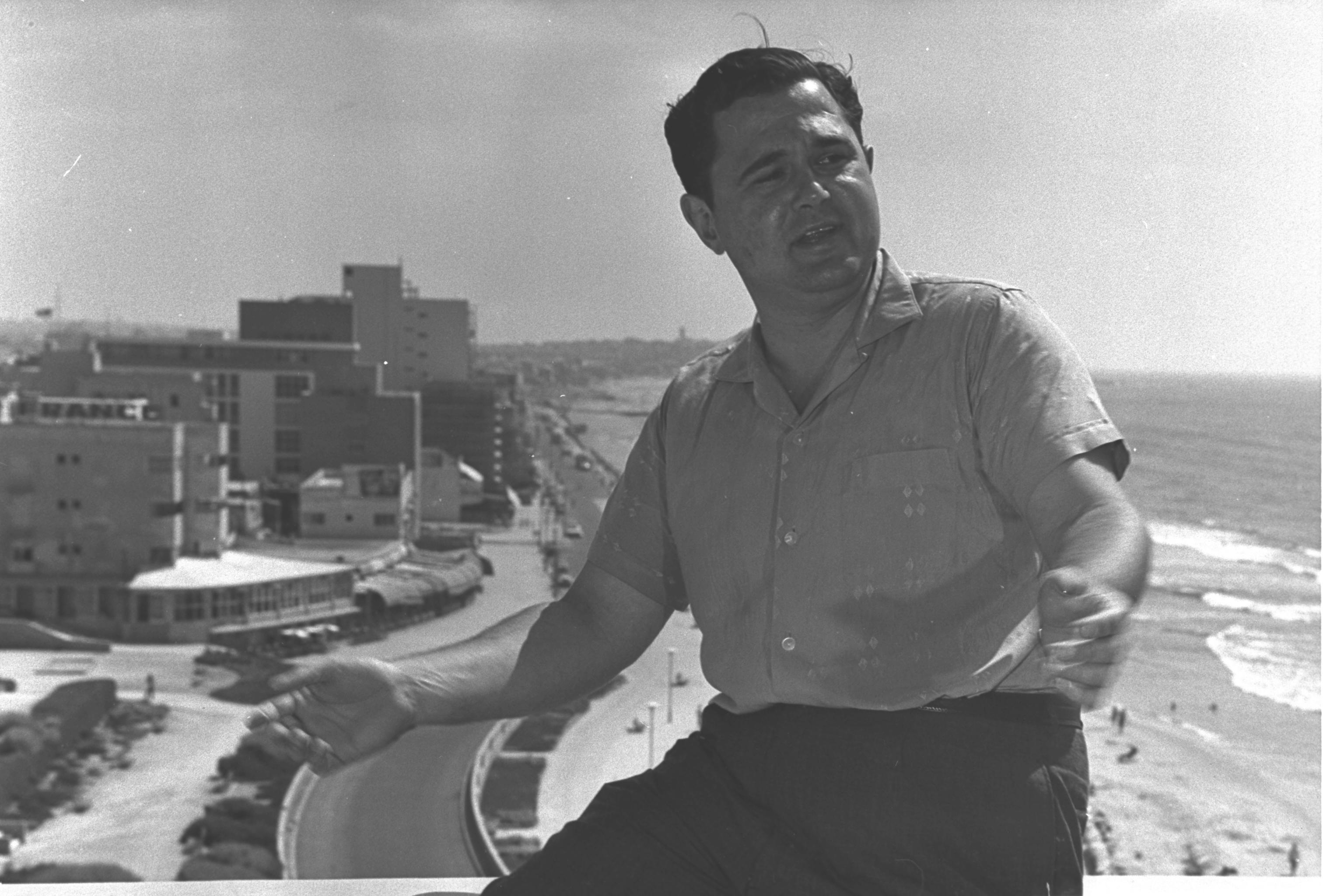
Eugene Istomin in Tel Aviv in 1961

Eugene George Istomin (New York, 26 november 1925 - Washington D.C., 10 oktober 2003) was een Amerikaans pianist, bekend onder meer door het trio dat hij vormde met Isaac Stern en Leonard Rose.

## Levensloop
Zoon van Joods-Russische ouders, was Istomin een wonderkind. Hij trad voor het eerst op, samen met zijn moeder, toen hij zes was. Hij was twaalf toen hij leerling werd in het Curtis Institute of Music. Hij studeerde verder ook nog bij Rudolf Serkin en Mieczysław Horszowski.
In 1943, hij was toen zeventien, won hij de Leventritt Award en de Philadelphia Youth Award. Hij debuteerde met het Philadelphia Symphony Orchestra onder de leiding van Eugene Ormandy als solist in een concerto door Frédéric Chopin. Vervolgens vertolkte hij, met de New York Philharmonic geleid door Artur Rodziński, het Piano Concerto n° 2 van Brahms. Het jaar daarop vertolkte hij met dezelfden het Piano Concerto n° 4 van Ludwig van Beethoven.
In 1956 bestelde hij een pianoconcerto bij Roger Sessions en vertolkte het in première. Ook andere componisten zoals Henri Dutilleux en Ned Rorem componeerden voor hem.
Het trio Istomin-Stern-Rose realiseerde talrijke opnamen, vooral van werk van Beethoven, Brahms en Schubert. In 1970 won het trio een Grammy Award voor hun Beethoveninterpretaties. 
Istomin trad ook vaak als solist op, in recitals of met orkesten onder de leiding van onder meer Piero Gamba,Eugene Ormandy, Bruno Walter, Leonard Bernstein, Fritz Reiner, George Szell en Leopold Stokowski.
Hij deed talrijke opnamen voor de  platenfirma Columbia (later Sony Classical). Nog in 2001 maakte hij een opname in primeur van de Fantaisie voor Piano and Orchestra van Paul Paray met de Budapest Symphony Orchestra gedirigeerd door Jean-Bernard Pommier.
In 1975 trouwde hij met Marta Montañez Martinez, de weduwe van Pablo Casals. Zij was voordien president van de Manhattan School of Music en artistiek directeur van het Kennedy Center for the Performing Arts in Washington, D.C. In 1980 verhuisde het echtpaar naar Washington D.C.
Hij was een enthousiast lezer en boekenverzamelaar. In 1980 werd hij adviseur bij Harcourt Brace Jovanovich Publishers voor het realiseren van facsimile-edities of originele edities van voornamelijk muziekpartituren. 
Wanneer hij in de jaren negentien tachtig en negentig tournees maakte doorheen de Verenigde Staten, deed hij dat met een vrachtwagen waarin zijn eigen Steinway werd meegevoerd.
Hij bezweek aan leverkanker.